# Ráztočno
Ráztočno és un poble i municipi d'Eslovàquia que es troba a la regió de Trenčín. La primera menció escrita de la vila es remunta al 1430.

## Demografia
| Godina             | 1994 | 2004   | 2014   | 2024   |
| ------------------ | ---- | ------ | ------ | ------ |
| Nombre de persones | 1173 | 1237   | 1216   | 1238   |
| Diferència         |      | +5,45% | −1,69% | +1,80% |

| Godina             | 2023 | 2024   |
| ------------------ | ---- | ------ |
| Nombre de persones | 1247 | 1238   |
| Diferència         |      | −0,72% |